# Папа Лин
Свети Лин († 79) је био један од Седамдесеторице апостола, први римски епископ, изабран након мученичке смрти светих апостола Петра и Павла
Према предању Лин је син извесног Ерколана из Волтера у регији Тоскана. На месту где му је била кућа у којој је живео у Волтеру је 1480. године подигнута црква. Liber pontificalis о њему наводи да је први прописао правило да и жене покривене главе могу улазити у цркву (тада, вероватно, још увек синагогу јер хришћани у том раном периоду нису имали своје цркве). Liber преноси да су већ тада коришћени термини епископ, презвитер и ђакон, тј. надзорник, старешина и помоћник.
Период Линовог епископства веже се за време када је дошло до рушења Јерусалимског храма по налогу Тита сина цара Веспазијана. Хришћани су то протумачили као остварење Христовог пророчанства о казни за Јевреје јер неће остати ни камен на камену од храма. С друге стране хришћани су веровали да спасење долази врло брзо јер Бог се послужио Римљанима да казни Јевреје.
Liber наводи да је Лин страдао као мученик тако што му је одсечена глава. Наведен је чак и датум 23. септембар 76. године.